# Armbågsledens muskler
Armbågsledens muskler
| Armbågsledens muskler             | Armbågsledens muskler | Armbågsledens muskler | Armbågsledens muskler  |
| Muskel                            | Ursprung | Fäste | Funktion               |
| --------------------------------- | --- | --- | ---------------------- |
| M. biceps brachii                 | Långa huvudet (caput longum): Ovanför axelledens ledpanna (tuberculum supraglenoidale, labrum glenoidale). Korta huvudet (caput breve): Ytterst på korpnäbbsutskottet (processus coracoideus).                                                                                         | Bicepssenan (tendo m. bicipitis): En skrovlighet nedanför strålbenets huvud (tuberositas radii) Bicepsaponeurosen (aponeurosis m. bicipitis): Proximalt, lateralt på armbågsbenet (fascia antebrachii) | Flexion och supination |
| M. brachialis                     | Distala delen av överarmsbenets framsida (facies anterior medialis och lateralis) | Proximalt på underarmsbenet, distalt om armbågsutskottet (processus coronoideus) (tuberositas ulnae)                                                                                                   | Flexion                |
| M. triceps brachii                | Långa huvudet (caput longum): Skulderbladets (scapula) laterala kant (margo lateralis scapulae, tuberculum infraglenoidale) Mediala huvudet (caput mediale): Överarmsbenets baksida distalt om sulcus n. radialis. Laterala huvudet (caput laterale): Proximalt om suclus n. radialis. | Armbågsbenets proximala utskott, olekranon (olecranon ulnae) | Extension              |
| M. anconeus                       | Överarmsbenets laterala epikondyl (epicondylus lateralis humeri) | Proximalt på armbågsbenets baksida, på olekranons (olecranon) laterala yta. | Extension              |
| M. pronator teres                 | Överarmsbenets mediala epikondyl (epicondylus medialis humeri). armbågsutskottet (processus coronoideus) på armbågsbenet (ulna). | Mitt på strålbenets laterala sida | Flexion och pronation  |
| M. pronator quadratus             | Armbågsbenets distala fjärdedel. | Strålbenets distala fjärdedel. | Pronation              |
| M. supinator                      | Överarmsbenets laterala epikondyl (epicondylus lateralis humeri), armbågsledens laterala kollateralligament (lig. collaterale laterale), lig. anulare och en kam på armbågsbenet (crista m. supinator ulnae).                                                                          | Lateralt på strålbenets (radius) proximala tredjedel. | Supination             |
| M. brachioradialis                | I den distala tredjedelen av överarmsbenets (humerus) laterala kant (margo lateralis humeri) och i överarmens septum (septum intermusculare brachii laterale). | Distalt på strålbenets (radius) laterala sida. | Flexion                |
| M. flexor carpi radialis          | I överarmsbenets mediala epikondyl (epicondylus medialis humeri) | Vid basen för andra och tredje metakarpalbenen (bases ossium metacarpalium II och III). | Flexion                |
| M. extensor carpi radialis longus | I den distala tredjedelen av överarmsbenets (humerus) laterala kant (margo lateralis humeri, septum intermusculare brachii laterale) distalt om m. brachioradialis. | Vid andra metakarpalbenets bas (basis ossis metacarpalis II). | Extension              |